# 镇沅府
镇沅府，明朝时设置的府。
永乐四年（1406年）升镇沅州置，治所在今云南省镇沅彝族哈尼族拉祜族自治县。清朝乾隆三十五年（1770年），仍降为州。 

## 延伸阅读
[在维基数据编辑]
 《欽定古今圖書集成·方輿彙編·職方典·鎮沅府部》，出自陈梦雷《古今圖書集成》